# Iuri Averbah
Iuri Lvovici Averbah (n. 8 februarie 1922, Kaluga, Kaluga Governorate⁠(d), RSFS Rusă – d. 7 mai 2022, Moscova, Rusia) a fost un mare maestru și autor de șah rus. A fost președinte al Federației Sovietice de Șah din 1973 până în 1978. A fost primul mare maestru al FIDE centenar. În ciuda faptului că vederea și auzul i s-au înrăutățit, el a continuat să dedice timp activităților legate de șah.